# جائزة إم تي في لأفضل قبلة

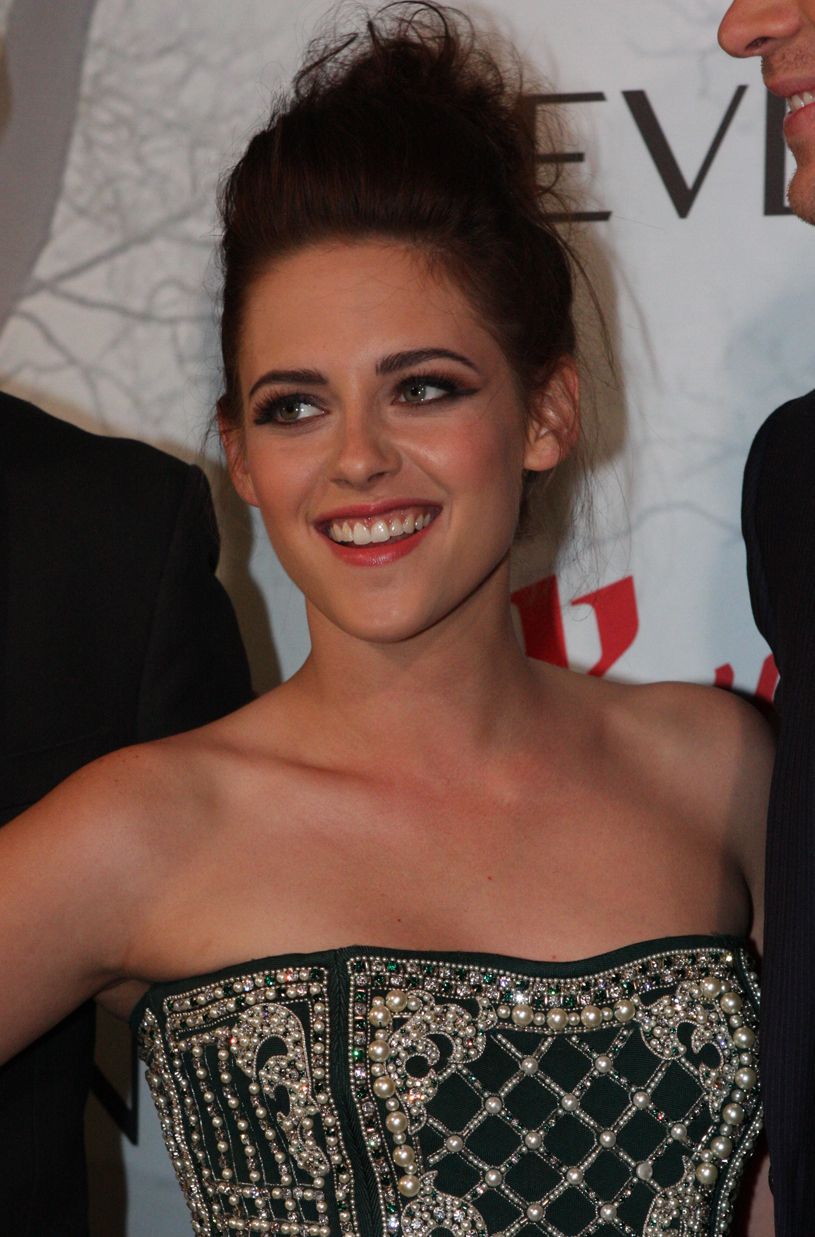

جائزة إم تي في لأفضل قبلة هي إحدى فئات جوائز إم تي في للأفلام التي بدأ توزيعها منذ عام 1992.

## قائمة الفائزين والمرشحين
| السنة | الفائزون                                                | المرشحون |
| ----- | ------------------------------------------------------- | --- |
| 1992  | آنا كلومسكي وماكولي كولكين - My Girl                    | راوول جوليا وأنجليكا هيوستن - The Addams Family آنيت بنينغ ووارن بيتي - بجزي جوليت لويس وروبرت دي نيرو - Cape Fear برسيلا برسلي وليسلي نيلسن - The Naked Gun 2½: The Smell of Fear                                         |
| 1993  | كريستين سلاتر وماريسا تومي - Untamed Heart              | بروين بريسفور وتوم هانكس - A League of Their Own ميشيل فايفر ومايكل كيتون - عودة الرجل الوطواط وينونا رايدر وغاري أولدمان - دراكولا ميل غيبسون ورينيه روسو - Lethal Weapon 3 وودي هارلسون وروز بيرز - White Men Can't Jump |
| 1994  | ديمي مور ووودي هارلسون - Indecent Proposal              | باتريشيا أركيت وكريستين سلاتر - True Romance كيم بايسنجر ودانا كارفي - Wayne's World 2 جيسون جيمس وويلي - Free Willy وينونا رايدر وإيثان هوك - Reality Bites                                                               |
| 1995  | جيم كاري ولورين هولي - الغبي والأغبى                    | جولي دلبي وإيثان هوك - قبل الشروق جوليت لويس ووودي هارلسون - قتلة بالفطرة ساندرا بولوك وكيانو ريفز - ''Speed'' جيمي لي كرتيس وأرنولد شوارزنيجر - ترو لايز                                                                  |
| 1996  | ناتشا هينستردج وأنتوني جوديرا - Species                 | أنتوني بانديراس وسلمى حايك - Desperado جيم كاري وصوفي أوكوندو - ايس فنتورا: عندما تنادي الطبيعة وينونا رايدر وديرموت مولروني - How to Make an American Quilt ايتانا سانكز وكيانو ريفز - A Walk in the Clouds               |
| 1997  | ويل سميث وفيفيكا ا. فوكس - Independence Day             | كلير دينس وليوناردو دي كابريو - روميو + جولييت جينا غيرشون وجنيفر تيلي - Bound كيرا سجويك وجون ترافولتا - Phenomenon كريستين تايلور وكريستوفر دانييل - A Very Brady Sequel                                                 |
| 1998  | آدم ساندلر ودرو باريمور - The Wedding Singer            | جوي لورين ادمز وكارمين ليوري - Chasing Amy مات ديمون ومايني درايفر - غود ويل هانتينغ ليوناردو دي كابريو وكيت وينسليت - آر إم إس تيتانيك كيفين كلاين وتوم سيليك - In & Out                                                  |
| 1999  | جوينيث بالترو وجوزيف فاينس - شكسبير عاشقا               | جورج كلوني وجينيفر لوبيز - Out of Sight مات ديلون ودنيس ريتشاردز ونيف كامبل - Wild Things جيرمي أيرونز ودومينيك سوين - Lolita بن ستيلر وكاميرون دياز - هناك شيء ما عن ماري                                                 |
| 2000  | سارة ميشيل غيلار وسلمى بلير - Cruel Intentions          | درو باريمور ومايكل فارتان - لم تقبل من قبل كيتي هولمز وباري واتسون - Teaching Mrs. Tingle هيلاري سوانك وكلوي سيفاني - Boys Don't Cry                                                                                       |
| 2001  | جوليا ستايلس وسين باتريك - احفظ الرقصة الأخيرة          | جون أبراهامز وآنا فاريس - سكيري موفي بن أفليك وجوينيث بالترو - Bounce توم هانكس وهيلين هنت - منبوذ أنتوني هوبكنز وجوليان مور - Hannibal                                                                                    |
| 2002  | جيسون بيغز وشون ويليام سكوت - الفطيرة الأمريكية 2       | نيكول كيدمان وإيوان مكريغور - الطاحونة الحمراء ميا كيرشنر وبيفرلي بولسن - Not Another Teen Movie هيث ليدجر وشانين سوسمان - A Knight's Tale رينيه زيلويغر وكولين فيرث - Bridget Jones's Diary                               |
| 2003  | توبي ماغواير وكريستين دانست - Spider-Man                | بن أفليك وجينيفر غارنر - Daredevil نيك كانون وزوي سالدانا - Drumline ليوناردو دي كابريو وكاميرون دياز - عصابات نيويورك آدم ساندلر وإميلي واتسون - Punch-Drunk Love                                                         |
| 2004  | أوين ويلسون وكارمن إلكترا وإيمي سمارت - Starsky & Hutch | تشارليز ثيرون وكرستينا ريتشي - Monster كيانو ريفز ومونيكا بيلوتشي - الماتريكس 2 جيم كاري وجينيفر آنيستون - بروس الخارق شاون آشمور وآنا باكوين - X2                                                                         |
| 2005  | رايان غوسلينغ ورايتشل مكأدامز - The Notebook            | ناتالي بورتمان وزاك براف - Garden State جوينيث بالترو وجود لو - كابتن السماء وعالم الغد جينيفر غارنر وناتيسا مالث - Elektra إليشا كثبيرت وإميل هيرش - The Girl Next Door                                                   |
| 2006  | جيك جيلنهال وهيث ليدجر - جبل بروكباك                    | تاراجي بيندا هينسون وترنس هوارد - Hustle & Flow آنا فاريس وكريس ماركوت - Just Friends أنجلينا جولي وبراد بيت - Mr. & Mrs. Smith روزاريو دوسن وكلايف أوين - Sin City                                                        |
| 2007  | ويل فيرل وساشا بارون كوهين - Talladega Nights           | كاميرون دياز وجود لو - The Holiday كولومبوس شورت وميجان جود - Stomp the Yard مارك واليبرغ وإليزبيث بانكس - Invincible مارلون ويانز وبرتني دانيال - Little Man                                                              |
| 2008  | برينا إيفيجن وروبرت هوفمان - Step Up 2                  | إيمي آدمز وباتريك ديمبسي - يحكى أن شيا لابوف وسارة رومير - Disturbia إلين بيج ومايكل سيرا - Juno دانيال رادكليف وكيت لين - هاري بوتر وجماعة العنقاء                                                                        |
| 2009  | كريستين ستيوارت وروبرت باتينسون - Twilight              | أنجلينا جولي وجيمس مكافوي - Wanted فريدا بينتو وديف باتل - Slumdog Millionaire جيمس فرانكو وشون بن - Milk بول رود وتوماس لينون - أحبك يا رجل                                                                               |
| 2010  | كريستين ستيوارت وروبرت باتينسون - New Moon              | كريستين ستيوارت وداكوتا فانينغ - The Runaways ساندرا بولوك ورايات رينولدز - The Proposal تايلور سويفت وتايلور لوتنر - Valentine's Day زوي سالدانا وسام ورذينجتن - Avatar                                                   |
| 2011  | كريستين ستيوارت وروبرت باتينسون - Eclipse               | إلين بيج وجوزيف غوردون-ليفيت - استهلال إيما واتسون ودانيال رادكليف - Harry Potter and the Deathly Hallows كريستين ستيوارت وتايلور لوتنر - Eclipse ناتالي بورتمان وميلا كونيس - Black Swan                                  |
| 2012  | كريستين ستيوارت وروبرت باتينسون - Breaking Dawn         | رايان غوسلينغ وإيما ستون - مجنون، غبي، حب إيما واتسون وروبرت غرينت - Harry Potter and the Deathly Hallows جينيفر لورنس وجوش هوتشرسن - The Hunger Games تشانينج تيتوم ورايتشل مكأدامز - The Vow                             |
| 2013  | جينيفر لورنس وبرادلي كوبر - المعالجة بالسعادة           | كارا هايوارد وجاريد غيلمان - مملكة بزوغ القمر إيما واتسون ولوجان ليرمان - The Perks of Being a Wallflower كيري واشنطن وجيمي فوكس - جانغو الحر ميلا كونيس ومارك والبيرغ - Ted                                               |
| 2014  | إيما روبرتس وويل بولتر وجينيفر أنيستون - نحن آل ميلز    | جيمس فرانكو وأشلي بينسون وفانيسا هادجنز - إجازات الربيع جينيفر لورنس وإيمي آدمز - احتيال أمريكي جوزيف غوردون-ليفيت وسكارليت جوهانسون - دون جون شايلين وودلي ومايلز تيلر - المدهش الآن                                      |
| 2015  | شايلين وودلي وأنسيل إلغورت - ما تخبئه لنا النجوم        | إيما ستون وأندرو غارفيلد - سبايدرمان المذهل 2 جيمس فرانكو وسيث روغن - المقابلة روز بيرن وهلستون سيج - جيران سكارليت جوهانسون وكريس إيفانز - كابتن أمريكا: جندي الشتاء                                                      |
| 2016  | ريبيل ويلسون وآدم ديفاين - الصوت المثالي 2              | إيمي شومر وبيل هادر - كارثة داكوتا جونسون وجيمي دورنان - خمسين ظل من جراي ليزلي مان وكريس هيمسوورث - عطلة مارجوت روبي وويل سميث - التركيز مورينا باكارين ورايان رينولدز - ديدبول                                           |
| 2017  | أشتون ساندرز وجاريل جيروم – ضوء القمر                   | إيما ستون ورايان غوسلينغ – لا لا لاند إيما واتسون ودان ستيفنز – الجميلة والوحش تاراجي بيندا هينسون وتيرينس هوارد – إمباير زاك إيفرون وآنا كيندريك – مايك وديف يحتاجان مواعيد لحفل زفاف                                     |
| 2018  | نيك روبينسون وKeiynan Lonsdale – مع حبي، سيمون          | جينا رودريجيز وجوستين بالدوني – جين العذراء أوليفيا كوك وتاي شيريدان – ريدي بلاير وان كيه جيه أبا وكاميلا منديس – ريفرديل فين ولفهارد وميلي بوبي براون – أشياء غريبة                                                       |